# Lois & Clark - Le nuove avventure di Superman
Lois & Clark - Le nuove avventure di Superman (Lois & Clark: The New Adventures of Superman), conosciuta anche come Lois & Clark, è una serie televisiva statunitense prodotta tra il 1993 e il 1997. La prima stagione andò per la prima volta in onda in Italia su Italia 7, mentre le restante stagioni vennero trasmesse su Rai 3.
In questa versione l'identità segreta è il supereroe, mentre la vera identità è Clark Kent. Come suggerisce il titolo, l'attenzione è maggiormente incentrata sulla relazione tra Lois Lane e Clark, piuttosto che sulle imprese eroiche del personaggio creato da Jerry Siegel e Joe Shuster. Lo stesso Clark spiega bene il concetto alla base di questa serie rivolgendosi a Lois (nell'episodio della seconda stagione Un salto nel passato) con queste parole: «Superman è quello che posso fare. Clark è quello che sono.».
Nei vari episodi compaiono numerosi attori famosi quali Jonathan Frakes, Adam West, Tony Jay (Nigel St. John) e Tony Curtis.

## Trama

Dean Cain e Teri Hatcher, interpreti di Clark Kent/Superman e Lois Lane, in una scena della serie

Il timido e cordiale Clark Kent giunge a Metropolis da Smallville e trova lavoro come cronista al Daily Planet, il grande quotidiano cittadino diretto da Perry White, dove lavorano la famosa giornalista Lois Lane e l'entusiasta fotografo Jimmy Olsen. Poco tempo dopo, Superman fa le sue prime apparizioni in azione, suscitando però lo sdegno di Lex Luthor, il ricchissimo industriale a capo della LexCorp che tenta di disfarsi di lui temendo che costituisca una minaccia per lui e la sua corsa al potere.
Nel corso delle quattro stagioni, Clark Kent/Superman dovrà lottare incessantemente per mantenere al sicuro la sua duplice identità e salvare le persone che ama dalle continue e possenti minacce provenienti dalle situazioni e dalle persone più diverse tra loro.
Le tematiche delle storie sono molto vaste: ci sono l'amore, i rapporti personali tra Lois e Clark e tra loro e il veterano Perry White. Inoltre, la profonda benevolenza di Superman non deriva dalle sue origini kryptoniane, ma dalla sua infanzia felice trascorsa a Smallville presso i genitori adottivi, Jonathan e Martha Kent.
Le trame principali che si sviluppano e spesso intrecciano nel corso delle varie stagioni sono diverse: Lois per poco rischierà di sposare il malvagio capitalista Lex Luthor, in seguito s'innamorerà di Clark, scoprendo che è Superman; Lois e Clark saranno costretti a viaggiare nel tempo dal malvagio supercriminale Tempus, una fazione di kryptoniani superstiti giungono sulla Terra a minacciare l'intera umanità. Solo alla fine Lois e Clark riusciranno a sposarsi.

## Produzione
La genesi della serie risale al 1991, quando la presidente della DC Comics, Jenette Kahn, iniziò a cercare un modo per adattare Superman per la televisione. Con la collaborazione di Leslie Moonves e Deborah Joy LeVine, il progetto prese forma inizialmente con il titolo "Lois Lane's Daily Planet", poi modificato in "Lois & Clark - Le nuove avventure di Superman
". LeVine, pur non avendo familiarità con i fumetti, decise di orientare la narrazione verso una commedia romantica, enfatizzando la relazione tra Lois Lane e Clark Kent piuttosto che gli aspetti tipicamente supereroistici. La serie era in fase di sviluppo quando gli autori dei fumetti avevano deciso di celebrare il matrimonio tra Clark Kent e Lois Lane. I produttori dello show desideravano una trama simile e non volevano rimanere indietro di diversi anni rispetto ai fumetti. Quando fu concordato che il matrimonio televisivo avrebbe corrisposto a quello dei fumetti, gli sceneggiatori dei fumetti dovettero ideare una nuova trama per mantenere alto l’interesse dei lettori e garantire l’attenzione che ci si aspettava dal matrimonio stesso. Questo portò alla celebre storia de "La morte di Superman".
Dopo la prima stagione, LeVine e l'intero team di sceneggiatori della prima stagione sono stati licenziati, e Robert Singer venne incaricato a concentrarsi maggiormente sull'azione e sulla storia d'amore tra Lois e Clark. La rimozione di Lex Luthor come principale antagonista permise l'apparizione di altri cattivi dei fumetti, come Prankster, Metallo e Giocattolaio. Il nuovo team di sceneggiatori introdusse personaggi ricorrenti per servire da rivali romantici: Mayson Drake, un procuratore distrettuale che si interessa romanticamente a Clark ma non ha alcun rispetto per Superman, e l'agente della DEA Dan Scardino.

### Casting
Il casting per il ruolo di Clark Kent/Superman fu particolarmente competitivo. Tra i candidati iniziali figuravano Kevin Sorbo, noto per la serie televisiva Hercules, e Gerard Christopher, che aveva già interpretato Superboy nella serie omonima. Quest’ultimo fu scartato perché i produttori ritenevano che avesse già interpretato il personaggio in passato. La scelta finale ricadde su Dean Cain, ex giocatore di football universitario con esperienze in ruoli televisivi minori. Inizialmente, Deborah Joy LeVine nutriva dubbi sulla sua età, commentando: "Stiamo cercando Superman, non Superboy". Alla fine, però, dovette ricredersi e Cain ottenne la parte.
Il ruolo di Lois Lane era rimasto contendibile tra poche attrici, e la prima scelta della produttrice e sceneggiatrice Deborah Joy LeVine era Teri Hatcher, fatta eccezione per un dettaglio: i capelli di Teri erano lunghi e non rispecchiavano l’idea che Deborah aveva di una donna professionista impegnata come Lois. Quella sera Teri tornò a casa, raccolse i capelli in una coda di cavallo e li tagliò. Al suo ritorno, con i capelli corti, Deborah le assegnò immediatamente il ruolo. Teri dichiarò di aver conservato la coda di capelli che si era tagliata per ottenere la parte.
Per il ruolo di Martha Kent, LeVine cercava una figura moderna e non ancorata agli stereotipi della moglie di fattoria. K Callan si presentò in tuta da jogging rosa, la prima candidata a non indossare abiti tradizionali da fattoria, convincendo immediatamente la produttrice di essere la scelta giusta.
Nella seconda stagione, il personaggio di Cat Grant, interpretata da Tracy Scoggins, venne eliminato, mentre Michael Landes venne sostituito da Justin Whalin nel ruolo di Jimmy Olsen. Il ricasting di Olsen fu motivato dal fatto che i nuovi produttori ritenevano Landes troppo simile a Dean Cain per età e tipo fisico. Lex Luthor venne rimosso dal cast principale sia perché il suo interprete, John Shea, era stanco del faticoso tragitto da New York a Los Angeles e sia perché la produzione desiderava un cast di antagonisti variabile, ritenendo che Superman apparisse meno efficace se affrontava sempre lo stesso nemico senza mai sconfiggerlo.

### Effetti speciali
Un elemento distintivo della produzione fu l’uso innovativo degli effetti speciali. Per simulare il volo di Superman, Dean Cain veniva sospeso con un’imbracatura, mentre i fili venivano rimossi in post-produzione. Le scenografie furono progettate con un aspetto senza tempo, evitando riferimenti a periodi specifici per conferire alla serie un’atmosfera universale. Durante le scene di volo, i capelli di Dean Cain dovevano essere quasi incollati a causa della potenza dei ventilatori necessari a far fluttuare il mantello, conferendo ai capelli un aspetto leggermente bagnato. Il costume di Superman subì diverse modifiche all’inizio della prima stagione, nell’intento di bilanciare estetica e funzionalità cinematografica. Le scene di volo richiedevano numerose riprese per ottenere l’effetto desiderato del mantello durante il decollo, il volo o l’atterraggio.
Con un budget aumentato e l’ingresso del supervisore agli effetti speciali Mark Zarate, la seconda stagione presentò effetti più elaborati e convincenti rispetto alla prima. Zarate filmava laser e li integrava nelle riprese per rendere più realistici i poteri visivi di Superman, come la visione a raggi X e la vista calorifica. La ricostruzione del Daily Planet, distrutto e ricostruito alla fine della prima stagione, permise di creare un nuovo set più adatto alle esigenze di una produzione televisiva settimanale.

### Quinta stagione cancellata
I produttori della serie avevano effettivamente pianificato una quinta stagione prima della cancellazione a causa del calo di ascolti. Questo è evidente dal fatto che la quarta stagione terminò con un cliffhanger appositamente studiato per essere risolto in una stagione successiva. Il misterioso neonato trovato nella culla di Clark nell'ultima puntata della quarta stagione non era un semplice colpo di scena finale: secondo il produttore Brad Buckner, si trattava di un principe kryptoniano nascosto per essere protetto da assassini. Eugenie Ross-Leming, produttore esecutivo, spiegò che la storyline avrebbe seguito Lois e Clark mentre imparavano a crescere un bambino che invecchiava rapidamente, aprendosi scenari intensi e drammatici.

## Personaggi

### Principali

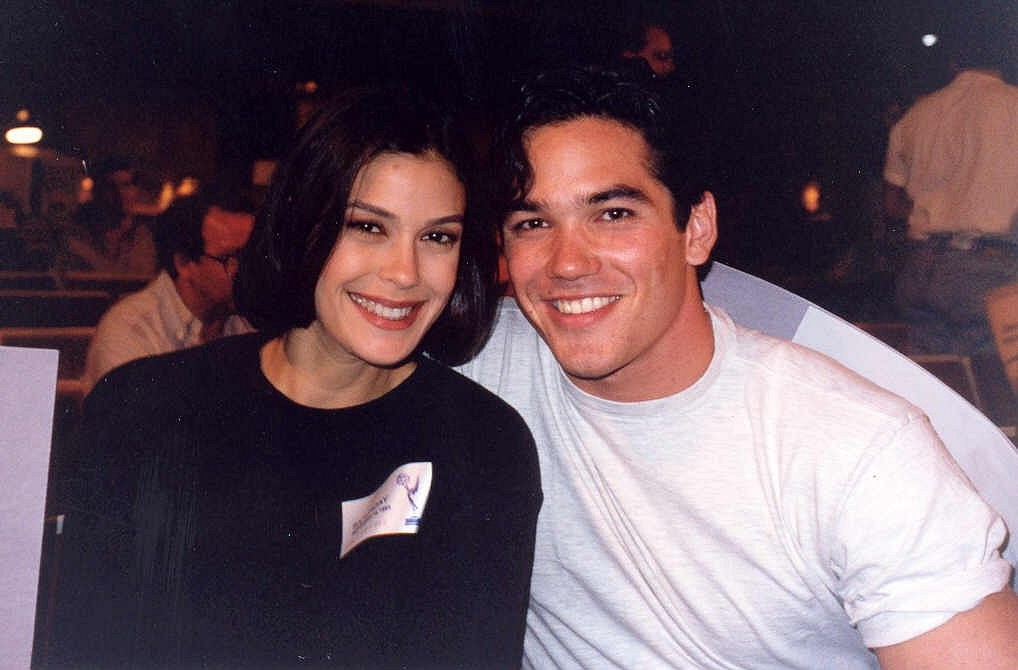
Dean Cain e Teri Hatcher, interpreti di Clark Kent/Superman e Lois Lane

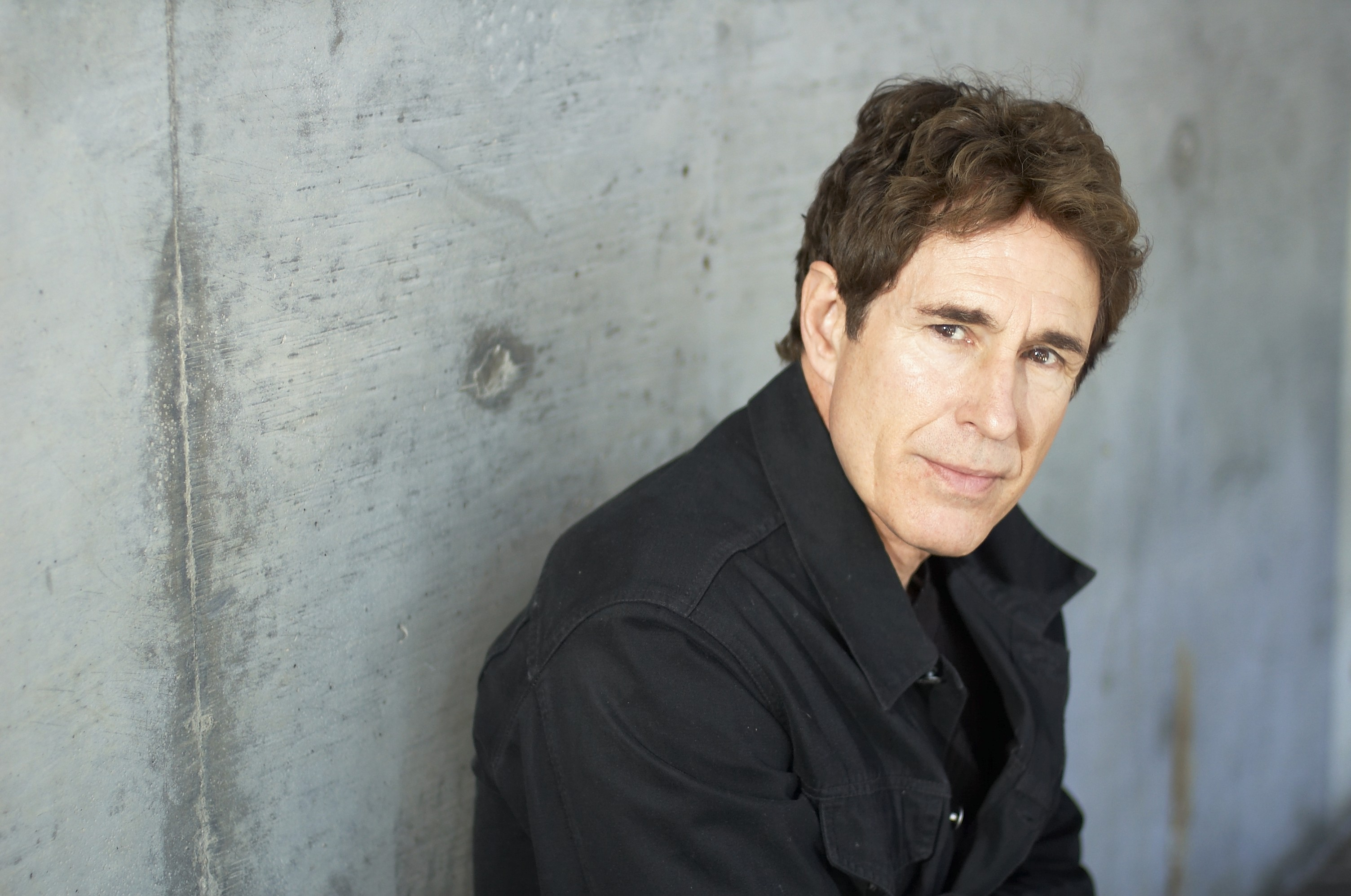
John Shea, interprete di Lex Luthor

- Clark Kent/Superman, interpretato da Dean Cain. Arriva a Metropolis da Smallville per lavorare al Daily Planet come reporter. Di giorno è il timido e gentile Clark Kent, di notte si trasforma in Superman, l’eroe dotato di super forza, volo e altri poteri solari.
- Lois Lane, interpretata da Teri Hatcher. Reporter brillante, determinata e astuta del Daily Planet. All’inizio vede Clark come un sempliciotto, ma presto si innamora dell’eroe Superman. Alla fine della serie diventa sua moglie, pur mantenendo forte indipendenza e spirito investigativo.
- Perry White, interpretato da Lane Smith. Capo redattore del Daily Planet, ruvido ma affettuoso, famoso per esclamazioni come “Great shades of Elvis!”. Figura paterna per i reporter Lois e Clark.
- Jimmy Olsen, interpretato da Michael Landes (prima stagione) e Justin Whalin (dalla seconda stagione in poi). Giovane e entusiasta fotografo del Daily Planet, amico fidato di Clark e Lois. Landes incarnava un personaggio spavaldo, Whalin ha dato vita a una versione più ingenua e tecnologica.
- Lex Luthor, interpretato da John Shea. Il genio malvagio e arcinemico di Superman. Apparentemente uomo d'affari carismatico, filantropo e benefattore di Metropolis, Luthor è in realtà un criminale brillante, disposto a tutto per eliminare Superman, che considera una minaccia al suo dominio. La sua rivalità con l'Uomo d'Acciaio è alimentata anche dalla sua infatuazione per Lois Lane, che vede come una conquista personale. Alla fine della prima stagione, durante il suo matrimonio con Lois Lane, le sue attività criminali vengono smascherate. Per evitare l'arresto, Lex si suicida gettandosi dal suo grattacielo.[4] Riportato in vita, Luthor che perde progressivamente i capelli, diventando calvo. Tenta di vendicarsi di Superman, ma viene sconfitto e arrestato.[5] Nella terza stagione, Lex rapisce Lois, sostituendo quest'ultima con un clone per ingannare Superman. Riesce a scoprire l'identità della sua nemesi, ma alla fine viene sconfitto e nuovamente arrestato, subendo una battuta d’arresto definitiva nelle sue macchinazioni contro Superman e Lois.[6]
- Martha Kent, interpretata da K Callan. Madre adottiva di Clark, simbolo di amore, saggezza e sostegno emotivo. Spesso aiuta Clark a creare i suoi costumi.
- Jonathan Kent, interpretato da Eddie Jones. Padre adottivo di Clark, rurale e saggio. Lo ha cresciuto con valori forti e lo sostiene nelle sue lotte interiori e da supereroe.
- Cat Grant, interpretata da Tracy Scoggins. Columnista glamour e ambiziosa del Daily Planet, inizialmente rivale di Lois e interessata a Clark. Compare solo nella prima stagione.

### Ricorrenti
- Dan Scardino, interpretato da Jim Pirri. Agente della DEA, arriva a Metropolis per indagare sulla morte di Mayson Drake. Si innamora di Lois, creando tensioni con Clark.[7]
- Dr. Bernard Klein, interpretato da Kenneth Kimmins. Scienziato capo di S.T.A.R. Labs, è un alleato di Superman, fornendo supporto tecnico e medico nelle indagini e nelle emergenze.
- H. G. Wells, interpretato da Terry Kiser. Viaggiatore del tempo che aiuta Superman contro Tempus, fornendo conoscenze storiche e tecnologiche.[8]
- William Henderson, interpretato da Mel Winkler, Brent Jennings e Richard Belzer. Ispettore della polizia di Metropolis, collabora con Lois e Clark nelle indagini su vari crimini.
- Jor-El, interpretato da David Warner (stagione 1) e Francois Giroday (stagione 3). Padre biologico di Superman e marito di Lara, appare in visioni o registrazioni, fornendo a Clark informazioni sul suo passato kryptoniano.
- Sam Lane, interpretato da Denis Arndt (stagione 1) e Harve Presnell (stagioni 3–4). Padre di Lois e Lucy Lane, è un medico di successo, spesso coinvolto in situazioni familiari o professionali.
- Alice White, interpretata da Mary Frann. Ex moglie di Perry White, appare in alcuni episodi, spesso coinvolta in situazioni familiari o romantiche.
- Ellen Lane, interpretata da Beverly Garland. Madre di Lois e Lucy, appare in vari episodi, spesso coinvolta in situazioni familiari o romantiche.
- Lara-El, interpretata da Eliza Roberts. Madre biologica di Superman, appare in visioni o registrazioni, fornendo a Clark informazioni sul suo passato kryptoniano.[9]
- Lucy Lane, interpretata da Elizabeth Barondes (stagione 1) e Roxana Zal (stagione 2). Sorella di Lois, appare in vari episodi, spesso coinvolta in situazioni familiari o romantiche.[10]
- Mayson Drake, interpretata da Farrah Forke. Pubblico ministero ambiziosa e rivale di Lois per l'affetto di Clark, si allea con Superman per combattere i crimini a Metropolis.
- Ralph Jarvis, interpretato da James DuMont. Giornalista del Daily Planet che viene introdotto nella quarta stagione
- Zara, interpretata da Justine Bateman. Nobildonna kryptoniana della Casa di Ra, destinata per tradizione a sposare Kal-El (Superman) sin dall'infanzia. Sulla Terra assume il nome umano di “Sarah” e lavora al Daily Planet per un mese; il suo vero scopo è valutare se Superman sia degno di diventare suo marito.
- Chung, interpretato da Jon Tenney nella terza stagione e da Mark Kiely nella quarta stagione. Guardia del corpo di Zara, segretamente innamorato di lei.

### Antagonisti
- Asabi, interpretato da Shaun Toub. Fedele alleato e braccio destro di Lex Luthor.
- Jason Trask, interpretato da Terence Knox. Agente di Bureau 39, convinto che Superman sia una minaccia per l'umanità, è il primo a scoprire la sua identità segreta e la sua vulnerabilità alla kryptonite.[11]
- Nigel St. John, interpretato da Tony Jay. Ex assistente di Lex Luthor, in seguito si unisce all'organizzazione criminale nota come diventa il fondatore e leader dell'Intergang.[12]
- Vatman, interpretato da Dean Cain. Un clone di Superman creato da Lex Luthor per distruggere l'originale. Ha una personalità più impulsiva e meno morale.[13]
- Arianna Carlin, interpretata da Emma Samms. Ex moglie di Lex, con rancore verso Lois e Superman, architetta un complotto per vendicare la morte di Luthor, usando inganno, chirurgia plastica e kryptonite.[14]
- Dr. Gretchen Kelly, interpretata da Denise Crosby. Scienziata malvagia, innamorata di Lex Luthor. Dopo la sua apparente morte, tenta di trasferire i poteri di Superman su di sé e respirare nuova vita nel defunto Luthor. Muore tragicamente mentre tenta di resuscitarlo.[15]
- Kyle Griffin, interpretato da Bronson Pinchot. Ex detenuto noto come "The Prankster", cerca vendetta contro Lois per aver scritto un articolo che ha portato alla sua incarcerazione.[16]
- Victor, interpretato da Rick Overton. Ingegnere elettronico e complice di Kyle Griffin (alias "The Prankster").[16]
- Bill Church Sr., interpretato da Peter Boyle. Fondatore e leader dell'Intergang, un'organizzazione criminale potente e influente.[17]
- Winslow Schott7Giocattolaio, interpretato da Sherman Hemsley. Ex chimico diventato inventore di giocattoli, si sente tradito e dimenticato dopo che il suo orsetto natalizio viene rifiutato dal pubblico. Decide di vendicarsi creando un nuovo giocattolo, l’Atomic Space Rat, che rilascia una sostanza chimica capace di indurre avidità e comportamenti egoistici per rovinare il Natale a Metropolis.[18]
- John Corben / Metallo, interpretato da Scott Valentine. Un uomo trasformato in cyborg alimentato da kryptonite, devoto a distruggere Superman.[19]
- Rollie Vale, interpretato da Christian Clemenson. Ingegnere e scienziato criminale, specializzato nella creazione di cyborg. Insieme a suo fratello Emmett, sviluppa un cyborg alimentato dalla kryptonite, noto come "Metallo", per sconfiggere Superman. Dopo l'arresto, è liberato da Lex Luthor in cambio di kryptonite, ma viene tradito dal suo stesso alleato.[20]
- Tempus, interpretato da Lane Davies. Viaggiatore nel tempo proveniente da un futuro utopico, ossessionato dal rendere la vita su 20° secolo più violenta e divertente rimuovendo Superman dalla storia.[21]
- Bill Church Jr., interpretato da Bruce Campbell. Figlio di Bill Church Sr., assume la leadership dell'Intergang dopo l'arresto del padre. È determinato a espandere l'influenza dell'organizzazione e a vendicare la caduta della sua famiglia.[22]
- Mindy Church, interpretata da Jessica Collins. Ex infermiera di Bill Church Sr., diventa sua moglie e, successivamente, assume il controllo dell'Intergang.[23]
- Jaxon Xavier, interpretato da Andy Berman. Figlio illegittimo di Lex Luthor, emarginato e trascurato dal padre, sviluppa un sofisticato programma di realtà virtuale dove assume l'identità di un eroe e intrappola Lois e Clark per manipolare le loro menti.[24]
- Maxwell Deter, interpretato da Larry Poindexter. Scienziato che sviluppa un dispositivo per cancellare la memoria, ma perde il controllo e crea problemi a Lois e Clark.[25]
- Lord Nor, interpretato da Simon Templeman. Generale di un esercito kryptoniano, tenta di conquistare New Krypton e la Terra, sfidando Superman per il controllo del pianeta.[26]
- Jefferson Cole, interpretato da Alan Rachins. Scienziato che crea un clone di Lois Lane per testare un esperimento, ma perde il controllo della situazione.[27]
- Deathstroke, interpretato da Antonio Sabàto Jr.. Un assassino con poteri magnetici che si finge un eroe per ingannare Lois e Clark.[28]
- Mister Mxyzptlk, interpretato da Howie Mandel. Essere interdimensionale con poteri illimitati, crea caos a Metropolis per divertimento, sfidando Superman a risolvere enigmi per fermarlo.[29]
- Vixen, interpretata da Lori Fetrick. Creata da una compagnia con l'obiettivo di eliminare il crimine a Metropolis, Vixen possiede abilità simili a quelle di Superman, ma utilizza metodi violenti e letali. La sua missione la porta a entrare in conflitto con Superman, che cerca di fermarla per proteggere la città e i suoi abitanti.[30]
- Lex Luthor, Jr., interpretato da Scott Wells. Figlio di Lex Luthor, cresciuto in un istituto psichiatrico a causa di una deformità al volto, cerca di emulare il padre ma viene fermato da Lois e Clark.[31]

## Episodi
| Stagione         | Episodi | Prima TV originale | Prima TV Italia |
| ---------------- | ------- | ------------------ | --------------- |
| Prima stagione   | 22      | 1993-1994          | 1995            |
| Seconda stagione | 22      | 1994-1995          | 1996            |
| Terza stagione   | 22      | 1995-1996          | 1997            |
| Quarta stagione  | 22      | 1996-1997          | 1998            |

## Accoglienza e riconoscimenti

### Critica
Alla sua prima messa in onda statunitense la serie ricevette recensioni generalmente favorevoli. Howard Rosenberg del Los Angeles Times la definì «una rilettura arguta e appagante dell’Uomo d’Acciaio» che «vola alto grazie alla chimica fra Dean Cain e Teri Hatcher».
Nel 2024, in una retrospettiva per The Guardian, Stuart Heritage ha definito Lois & Clark «l’unica vera commedia romantica di Superman, ancora godibilissima nonostante gli effetti speciali datati».

### Premi e candidature
Primetime Emmy Awards
- 1994 – Nomination a Outstanding Directing in a Drama Series per Robert Butler[34]
- 1995 – Nomination a Outstanding Sound Mixing (episodio Wall of Sound)[35]

Saturn Awards
- Miglior serie televisiva di genere (edizione 1993, consegnato il 20 ottobre 1994) – **Vincitrice**[36]

### Distribuzione home video
- Dal 3 agosto 2021 l’intera serie è disponibile in streaming su HBO Max negli Stati Uniti[37].
- Warner Bros. Home Entertainment ha annunciato l’uscita del cofanetto Lois & Clark – The Complete Series in Blu‑ray per l’8 luglio 2025[38].